# 4ka
4ka (Štvorka – „czwórka”) – słowacki dostawca usług telefonii komórkowej z siedzibą w Bratysławie. Stanowi markę przedsiębiorstwa SWAN Mobile, a.s., które należy do słowackiego holdingu telekomunikacyjnego DanubiaTel, a. s.
Operator 4ka rozpoczął działalność w 2015 roku. 